# Pseudoscopelus obtusifrons
Pseudoscopelus obtusifrons är en fiskart som först beskrevs av Fowler, 1934.  Pseudoscopelus obtusifrons ingår i släktet Pseudoscopelus och familjen Chiasmodontidae. Inga underarter finns listade i Catalogue of Life.